# 古家正亨 K TRACKS
『古家正亨 K TRACKS』（ふるやまさゆきケイトラックス）は、ニッポン放送で2022年9月27日から放送中のラジオの音楽番組。

## 概要
ニッポン放送では、2021年度のナイターオフ編成にて火曜から木曜日に『鶴光の噂のゴールデンリクエスト』を放送していたが、2022年度は同番組の放送曜日が水 - 金曜に変更になることに伴い、火曜のみ新しい音楽番組が編成されることになった。
これは2022年9月3日に放送された『BTS マイ・ベスト・リクエスト』のエンディングで発表されたもので、この番組では、K-POPの中から毎週1組のアーティストを特集して、リスナーからのリクエストにも答えていく。
リスナーから好評を博していることに加え、その熱い支持に応える形で、2023年4月2日放送分から放送時間を30分に短縮した上で、毎週日曜日の21時台に放送枠を移動することとなった。2023年10月3日からは再び毎週火曜日に移動し、18時から20時40分までの放送となる。
2024年4月6日からは、放送枠を毎週土曜日16:50-17:20に移動することになった。2024年10月6日からは毎週日曜日に移動し、20時からの1時間番組となる。

## 放送時間
- 2022年9月27日-2023年3月21日・毎週火曜日 17:30 - 20:30
- 2023年4月2日-10月1日・毎週日曜日 21:10 - 21:40
- 2023年10月3日-2024年3月19日・毎週火曜日 18:00 - 20:40（場合によっては21:00まで放送することがある）
- 2024年4月6日-2024年9月28日・毎週土曜日 16:50 - 17:20
- 2024年10月6日-2025年3月30日・毎週日曜日 20:00 - 21:00
- 2025年4月6日-・毎週日曜日 20:00 - 20:30

## 出演者
- パーソナリティ：古家正亨
- アシスタント：ひろたみゆ紀（ニッポン放送アナウンサー）[2]
- その他の出演者
  - 代理アシスタント：煙山光紀（ニッポン放送アナウンサー、2023年9月24日）

## 放送リスト

### 2022年ナイターオフ期
| 2022年   | 2022年                      | 2022年                                                                  |
| 放送日   | 紹介アーティスト            | 備考                                                                    |
| -------- | --------------------------- | ----------------------------------------------------------------------- |
| 09月27日 | BLACKPINK                   | IVEとPENTAGONがコメント出演。                                           |
| 10月04日 | ITZY                        |                                                                         |
| 10月11日 | Stray Kids                  |                                                                         |
| 10月18日 | BTSマイ・ベスト・リクエスト | ゲスト：小泉今日子                                                      |
| 11月01日 | SEVENTEEN                   | fromis 9と(G)I-DLEがコメント出演。                                      |
| 11月08日 | SE7EN                       | メンバーがゲスト出演。 サンウ、KENTAとSANGGYUN、ENHYPENがコメント出演。 |
| 11月15日 | BIGBANG                     | ゲスト：ONEUS STAYCがコメント出演。                                     |
| 11月22日 | TREASURE                    |                                                                         |
| 11月29日 | TWICE                       | 近藤春菜と新内眞衣がコメント出演。                                      |
| 12月6日  | ATEEZ                       |                                                                         |
| 12月13日 | SUPER JUNIOR                |                                                                         |
| 12月20日 | BTSマイ・ベスト・リクエスト | ゲスト：大貫亜美（PUFFY）                                               |
| 12月27日 | KARA                        | 番組内でKARAと古家のインタビュー企画を放送。 &TEAMがコメント出演。      |

| 2023年  | 2023年                                             | 2023年                                          |
| 放送日  | 紹介アーティスト                                   | 備考                                            |
| ------- | -------------------------------------------------- | ----------------------------------------------- |
| 1月03日 | CNBLUE                                             | メンバーがコメント出演。                        |
| 1月10日 | 少女時代                                           |                                                 |
| 1月17日 | 2PM                                                | ENHYPENがコメント出演。                         |
| 1月24日 | SHINee                                             |                                                 |
| 1月31日 | TOMORROW X TOGETHER                                |                                                 |
| 2月7日  | 韓国のドラマ・映画のオリジナルサウンドトラック特集 | LE SSERAFIMがコメント出演。                     |
| 2月14日 | BTS マイ・ベスト・リクエスト                       | ゲスト：YOU                                     |
| 2月21日 | Red Velvet                                         |                                                 |
| 2月28日 | ASTRO                                              |                                                 |
| 3月7日  | K-POP第4世代                                       | CRAVITYがコメント出演。                         |
| 3月14日 | K-POP第4世代                                       | DRIPPIN、Kep1erのマシロとヒカルがコメント出演。 |
| 3月21日 | K-POP「あなたの推しリクエスト」                    | ユンナがコメント出演。                          |

### 2023年ナイターイン期
| 2023年  | 2023年                             | 2023年                   |
| 放送日  | 紹介アーティスト                   | 備考                     |
| ------- | ---------------------------------- | ------------------------ |
| 4月2日  | JIMIN（BTS）のインタビュー（前編） | VERIVERYがコメント出演。 |
| 4月9日  | JIMIN（BTS）のインタビュー（後編） |                          |
| 4月16日 | STAYCのインタビュー                |                          |
| 4月30日 | TNXのインタビュー                  |                          |

## ネット局
2022・2023年度ナイターオフ期はNRNネット番組扱い（STVラジオ、MBSラジオ、KBCラジオなどのように、スポンサードネット扱いの別番組を放送しこの番組自体をネットしていない局もある）。

### 2022年ナイターオフ期
| 放送対象地域   | 放送局         | 放送時間           | 備考   |
| -------------- | -------------- | ------------------ | ------ |
| 関東広域圏     | ニッポン放送   | 火曜 17:30 - 20:30 | 制作局 |
| 京都府・滋賀県 | KBS京都        | 火曜 19:00 - 19:30 |        |
| 青森県         | 青森放送       | 火曜 19:00 - 20:00 |        |
| 岩手県         | IBC岩手放送    | 火曜 19:00 - 20:00 |        |
| 秋田県         | 秋田放送       | 火曜 19:00 - 20:00 |        |
| 宮城県         | 東北放送       | 火曜 19:00 - 20:00 |        |
| 福島県         | ラジオ福島     | 火曜 19:00 - 20:00 |        |
| 栃木県         | 栃木放送       | 火曜 19:00 - 20:00 | [ 33 ] |
| 岡山県         | RSK山陽放送    | 火曜 19:00 - 20:00 |        |
| 鳥取県・島根県 | 山陰放送       | 火曜 19:00 - 20:00 |        |
| 山口県         | 山口放送       | 火曜 19:00 - 20:00 |        |
| 徳島県         | 四国放送       | 火曜 19:00 - 20:00 |        |
| 高知県         | 高知放送       | 火曜 19:00 - 20:00 |        |
| 鹿児島県       | 南日本放送     | 火曜 19:00 - 20:00 |        |
| 中京広域圏     | 東海ラジオ放送 | 火曜 19:00 - 20:30 |        |
| 長崎県・佐賀県 | 長崎放送       | 火曜 19:00 - 20:30 |        |
| 大分県         | 大分放送       | 火曜 19:00 - 20:30 |        |
| 熊本県         | 熊本放送       | 火曜 19:00 - 20:30 |        |

備考
- 20:00までのネット局のうち、東北放送・栃木放送・四国放送以外のネット局では、当番組ネット後の20時台を『アフター6ジャンクション』（TBSラジオ制作）の同時ネットに充てていた。

### 2023年ナイターイン期
- レギュラー放送はニッポン放送（関東広域圏）のみで、日曜 21:10 - 21:40。特別編成については下記参照。

### 2023年ナイターオフ期
| 放送対象地域   | 放送局         | 放送時間           | 備考             |
| -------------- | -------------- | ------------------ | ---------------- |
| 関東広域圏     | ニッポン放送   | 火曜 18:00 - 20:40 | 制作局           |
| 京都府・滋賀県 | KBS京都        | 火曜 19:00 - 19:30 |                  |
| 青森県         | 青森放送       | 火曜 19:00 - 20:00 |                  |
| 岩手県         | IBC岩手放送    | 火曜 19:00 - 20:00 |                  |
| 秋田県         | 秋田放送       | 火曜 19:00 - 20:00 |                  |
| 宮城県         | 東北放送       | 火曜 19:00 - 20:00 | 10月17日放送開始 |
| 福島県         | ラジオ福島     | 火曜 19:00 - 20:00 |                  |
| 栃木県         | 栃木放送       | 火曜 19:00 - 20:00 |                  |
| 岡山県         | RSK山陽放送    | 火曜 19:00 - 20:00 |                  |
| 鳥取県・島根県 | 山陰放送       | 火曜 19:00 - 20:00 |                  |
| 山口県         | 山口放送       | 火曜 19:00 - 20:00 |                  |
| 徳島県         | 四国放送       | 火曜 19:00 - 20:00 |                  |
| 高知県         | 高知放送       | 火曜 19:00 - 20:00 |                  |
| 鹿児島県       | 南日本放送     | 火曜 19:00 - 20:00 |                  |
| 中京広域圏     | 東海ラジオ放送 | 火曜 19:00 - 20:40 |                  |
| 長崎県・佐賀県 | 長崎放送       | 火曜 19:00 - 20:40 |                  |
| 大分県         | 大分放送       | 火曜 19:00 - 20:40 |                  |
| 熊本県         | 熊本放送       | 火曜 19:00 - 20:40 |                  |

備考
- 20:00までのネット局のうち、東北放送・栃木放送・四国放送・南日本放送以外のネット局では、当番組ネット後の20時台を『荻上チキ・Session』（TBSラジオ制作、2023年10月から『アフター6ジャンクション』の放送枠を引き継ぐ形で放送時間を移動）の同時ネットに充てている。

### 2024年ナイターイン期
| 放送対象地域 | 放送局       | 放送時間           | 備考   |
| ------------ | ------------ | ------------------ | ------ |
| 関東広域圏   | ニッポン放送 | 土曜 16:50 - 17:20 | 制作局 |
| 徳島県       | 四国放送     | 日曜 16:00 - 16:30 |        |

### 2024年ナイターオフ期
| 放送対象地域 | 放送局       | 放送時間           | 備考   |
| ------------ | ------------ | ------------------ | ------ |
| 関東広域圏   | ニッポン放送 | 日曜 20:00 - 21:00 | 制作局 |
| 徳島県       | 四国放送     | 火曜 20:00 - 21:00 |        |

### 2025年ナイターイン期
| 放送対象地域 | 放送局       | 放送時間           | 備考   |
| ------------ | ------------ | ------------------ | ------ |
| 関東広域圏   | ニッポン放送 | 日曜 20:00 - 20:30 | 制作局 |
| 徳島県       | 四国放送     | 火曜 23:00 - 23:30 |        |

### 特別編成に伴う休止・時間変更
スペシャルウィーク編成により放送休止や裏送りの日がある。
- 2022年
  - 10月25日 - 『ショウアップナイター スペシャル プロ野球日本シリーズ』実況中継の第3戦が編成されるため番組休止。ニッポン放送・東海ラジオ・山口放送・大分放送は日本シリーズ中継を放送、それ以外のネット局は19:00 - 21:00にニッポン放送裏送りでサウンドコレクションを放送。
  - 12月20日 - 特別番組『オールタイム・ジャニーズ～歌い継ぎたい名曲コレクション～』（P:ミッツ・マングローブ）を20:00 - 21:50（通常当番組を20:30までネットする局も、後述の東海ラジオを除き21:00飛び降りでネット）に放送するため、ニッポン放送および20:30までのネット局は20:00までの短縮放送。ただし、東海ラジオは19:00 - 21:00に『ガッツナイタースペシャル 福留孝介選手引退記念特別番組 THANK YOU FOR ALL! KOSUKE FUKUDOME』を放送するため、全編休止。
- 2023年
  - 2月14日 - 『ゲッターズ飯田のオールナイトニッポンPremium』を20:00 - 21:50（通常当番組を20:30までネットする局も21:00飛び降りでネット）に放送するため、ニッポン放送および20:30までのネット局は20:00までの短縮放送。
  - 4月23日 - 『ショウアップナイター ヤクルト×巨人』が編成されるため番組休止。当該時間帯には『ショウアップナイターハイライト』が編成された。
  - 6月18日:スペシャルウィーク編成により、前日17日の21:00 - 21:30に生放送。
  - 6月22日(木曜) - ナイタースペシャル枠にて特番『古家正亨 BTSマイ・ベスト・リクエスト』を19:00 - 21:30（ニッポン放送以外のNRN系列の一部局にもネットされるが各局共に20:56に飛び降り）に放送[注 2]。
  - 10月3日 - 20:40 - 21:00に放送される『鈴木伸之 NOBU BAR』が翌週の10月10日に放送開始となるため、21:00まで延長放送。なお、東北放送はプロ野球中継放送のため、ネット開始を延期していた。
  - 10月10日 - 本来この日からネット開始予定だった東北放送で、前日（9日）に行われる予定だったプロ野球の東北楽天ゴールデンイーグルスのシーズン最終戦が雨天中止でこの日に順延したことにより、当該試合の中継を優先。このためネット開始がさらに1週延期となった。
  - 10月17日・12月12日 - 「BTS マイ・ベスト・リクエスト」として放送し、ニッポン放送は21:50まで、20:40までのネット局は21:00まで延長放送。なお、前者に当たる10月17日については東北放送でネット開始となり、後者に当たる12月12日については東海ラジオでは自社制作の特番『TOKAI RADIO Special Program Drafes4DAYS』のため番組休止。
  - 10月24日 - 東海ラジオは文化放送で18日に放送された特番『さだは文化だ! さだの50曲! Special』を遅れネットしたため、番組休止。
  - 10月31日 - 『ショウアップナイター スペシャル プロ野球日本シリーズ』実況中継の第3戦が編成されたため番組休止。ニッポン放送・東海ラジオは日本シリーズ中継を放送、それ以外のネット局は19:00 - 21:00にニッポン放送裏送りでサウンドコレクションを放送。
- 2024年
  - 1月16日 - 秋田放送では、南海放送[注 3]とのコラボ特番『924kmを飛び越えろ！秋田・愛媛つながれスペシャル』を19:00 - 19:30に放送、19:30 - 20:00は『ミュージック白書』で穴埋め対応するため休止。
  - 4月6日 - 2023年ナイターオフ期にニッポン放送ローカル時間帯で放送されたコーナー「ディズニープラス『ワンダフルワールド』で〇〇なチャウヌってみられますか?」の最終回をニッポン放送のみで放送。四国放送はこの時間帯を別内容に差し替え（裏送り）。
  - 4月13日 - 『ショウアップナイタースペシャル 巨人×広島』が編成されるためニッポン放送では休止。当該時間帯には『渡邉美樹5年後の夢を語ろう!』が放送時間移動にて編成される。四国放送はひろた単独進行による裏送り版を放送。
  - 4月20日 - 「BTS マイ・ベスト・リクエスト」として放送予定だったが、ニッポン放送では『ショウアップナイタースペシャル 広島×巨人』の中継が延長したため休止され、結果的に四国放送のみでの放送となった。
  - 4月28日 - 四国放送は『ラジオを持ってスタジアムへ行こう! 徳島インディゴソックス戦中継 徳島×愛媛』が編成されたため試合終了次第の放送とされ、結果的に16:35からの放送となった。
  - 10月1日 - 四国放送は改編期の編成の都合で休止となり、ローカル番組の再放送で対応。
  - 10月20日（LF）・10月22日（JRT） - 『ショウアップナイター スペシャル セ ファイナルステージ』実況中継の第5戦を編成するためニッポン放送は休止、四国放送へは裏送りで放送。
  - 10月27日（LF）・10月29日（JRT） - 『ショウアップナイター スペシャル 日本シリーズ』実況中継の第2戦を編成するためニッポン放送は休止、四国放送へは裏送りで放送。
  - 11月3日（LF）・11月5日（JRT） - 『ショウアップナイター スペシャル 日本シリーズ』実況中継の第6戦を編成するためニッポン放送は休止、四国放送へは裏送りで放送。
  - 11月24日（LF）・11月26日（JRT） - 『ショウアップナイター スペシャル 第3回 WBSCプレミア12 日本 × チャイニーズ・タイペイ』実況中継を編成するためニッポン放送は休止、四国放送へは裏送りで放送。
  - 12月31日 - 四国放送は文化放送制作『ボートレースライブ プレミアムG1 第13回クイーンズクライマックス実況中継』を20:30から放送するため、12月30日の20:00に変更して放送。
- 2025年
  - 2月9日（LF）・2月11日（JRT） - 『明石家さんま オールニッポン お願い!リクエスト』放送のためニッポン放送は休止、四国放送へは裏送りで放送。
  - 4月20日（LF）・4月22日（JRT） - 『ショウアップナイター ヤクルト×巨人』が編成されるためニッポン放送では休止。四国放送はひろた単独進行による裏送り版を放送。
  - 4月27日（LF）・4月29日（JRT） - 『明石家さんま オールニッポン お願い!リクエスト』放送のためニッポン放送は休止、四国放送はひろた単独進行による裏送り版を放送。